# Biedruniowa Skała
Biedruniowa Skała – skała we wsi Suliszowice w województwie śląskim, w powiecie myszkowskim, w gminie Żarki. Znajduje się na Wyżynie Częstochowskiej w obrębie Wyżyny Krakowsko-Częstochowskiej.
Zbudowana z twardych wapieni skalistych Biedruniowa Skała znajduje się głęboko w lesie po północnej stronie drogi z Suliszowic do Zaborza. Są tutaj dwie grupy skał. Biedruniowa znajduje się we wschodniej grupie. Skały tej grupy mają wysokość do 14 m i tworzą skalny mur. Jest na nich 18 dróg wspinaczkowych o trudności od IV do VI.4 w skali Kurtyki. Mają wystawę północno-zachodnią, północną, północno-wschodnią i wschodnią. Większość z nich ma zamontowane ringi (r), stanowiska zjazdowe (st) lub ring zjazdowy (rz). Wśród wspinaczy skalnych skała ma średnią popularność.
Biedruniowa Skała I
1. Gumek; 3r + rz, VI, 12 m

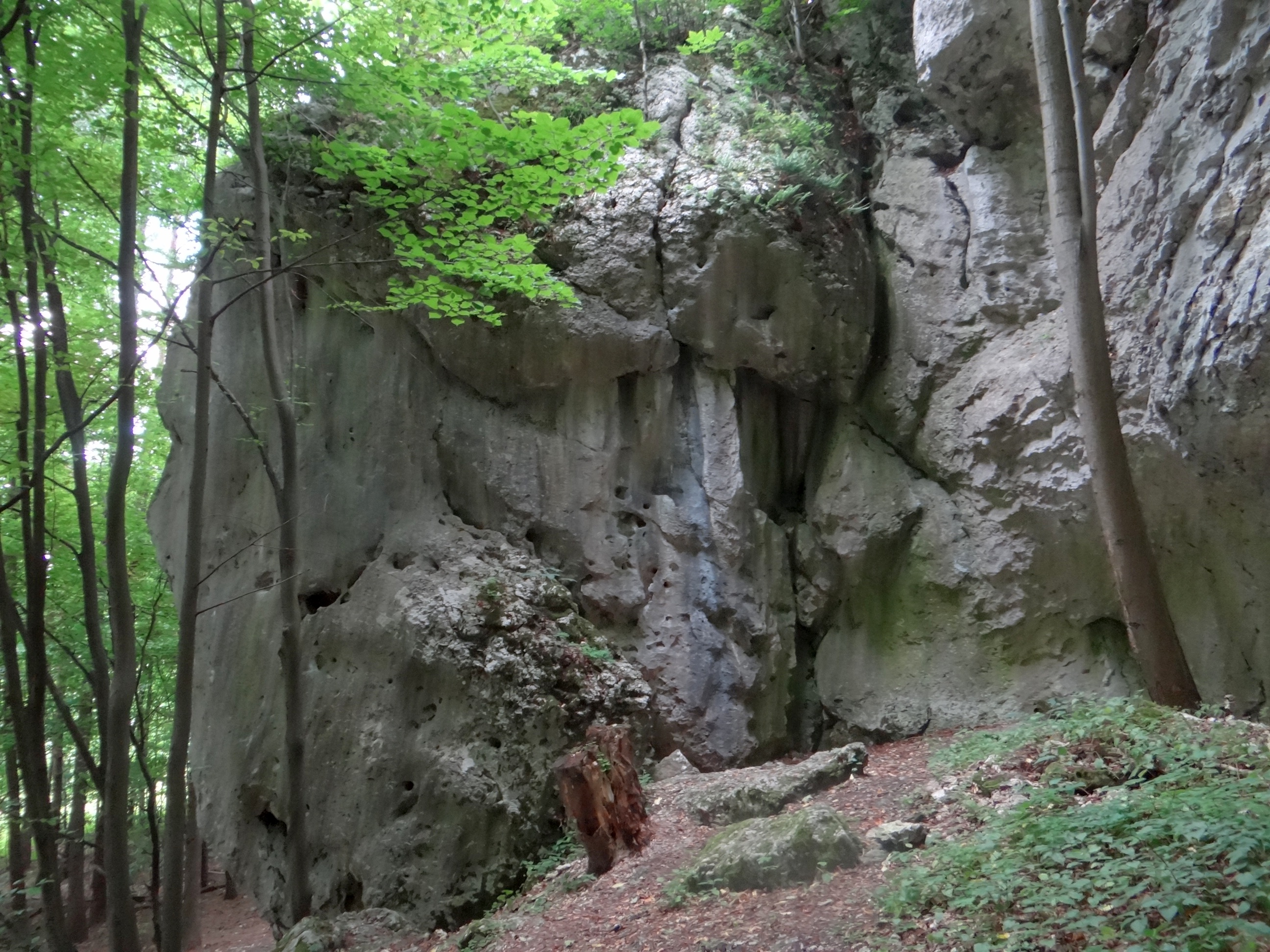
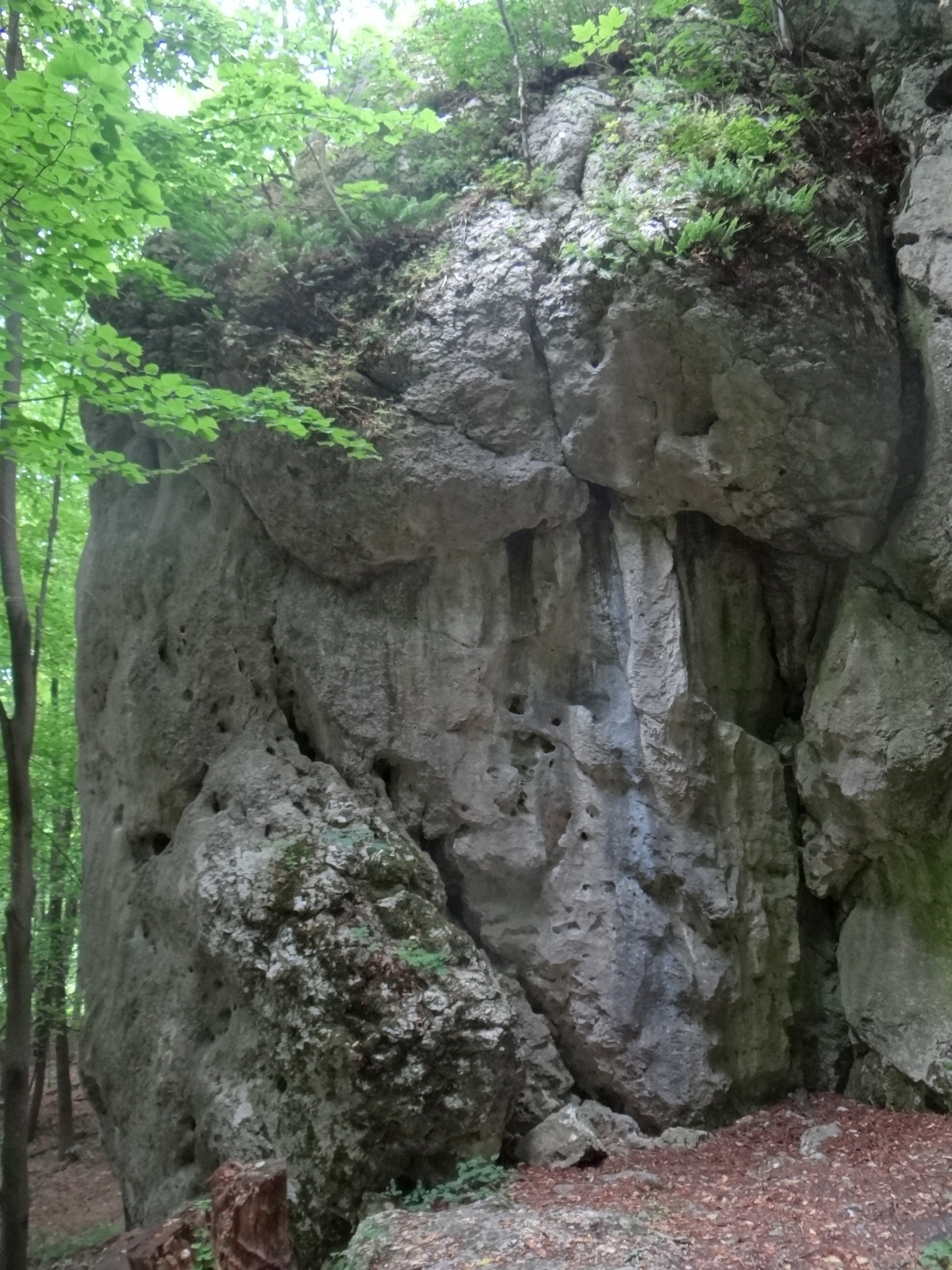
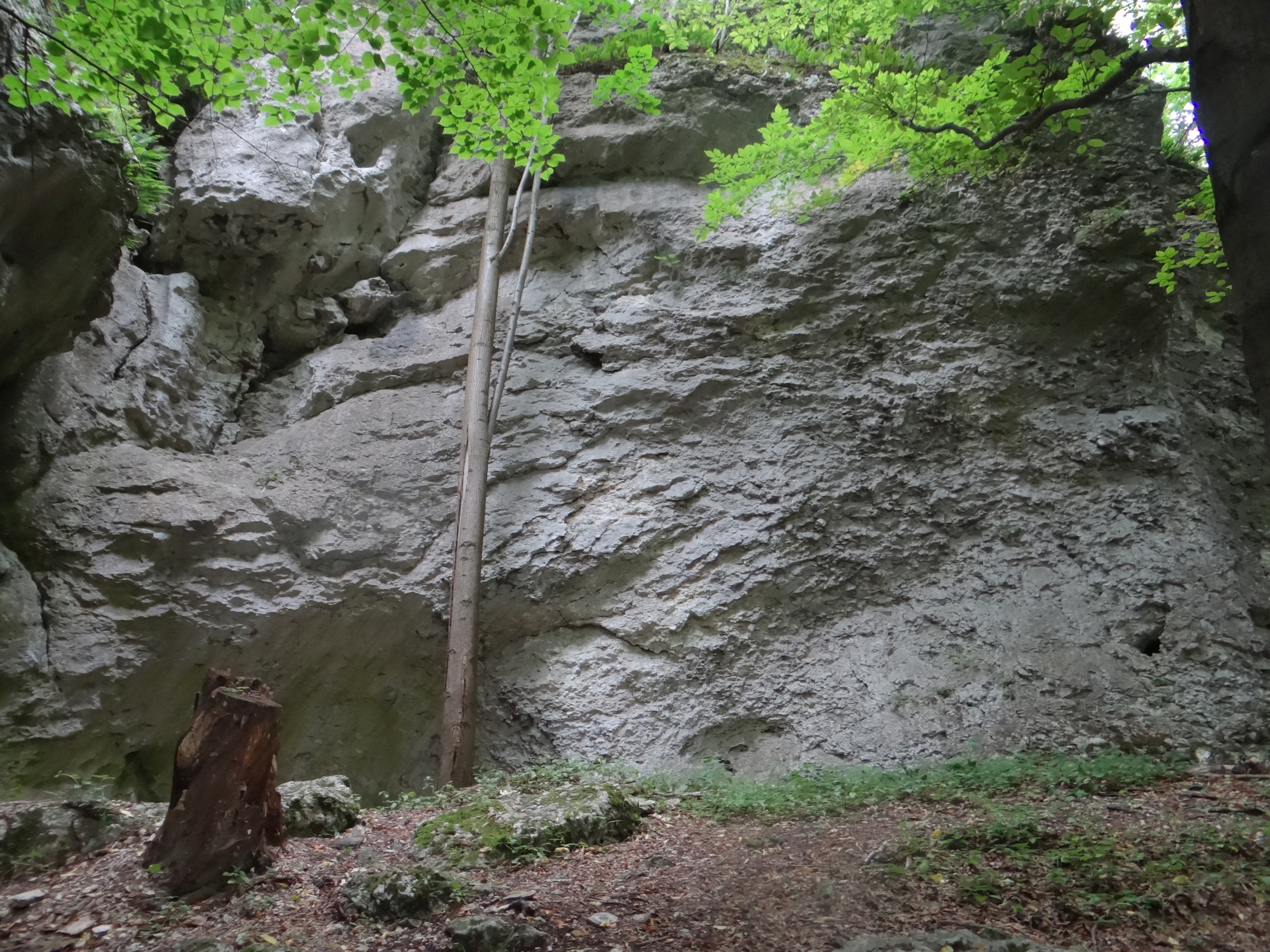
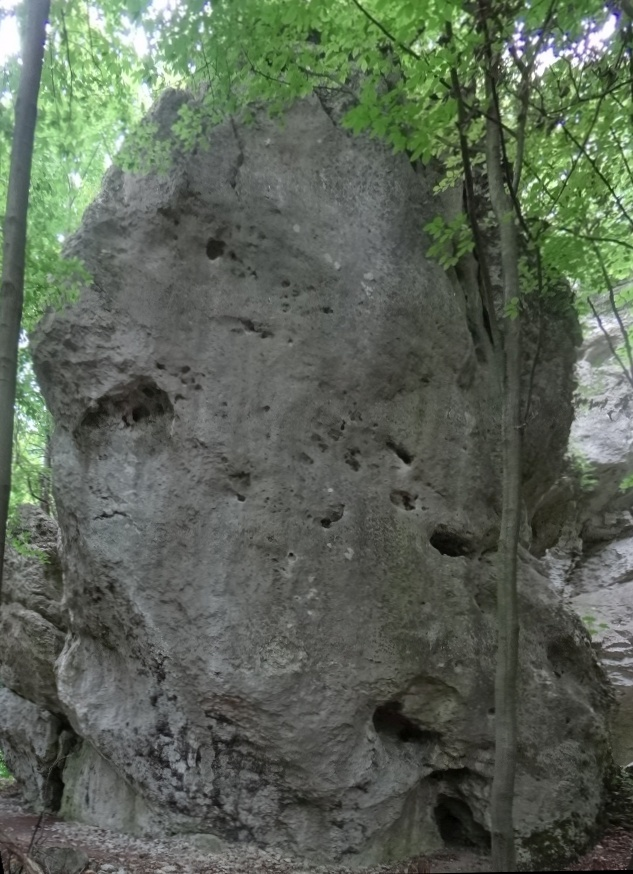
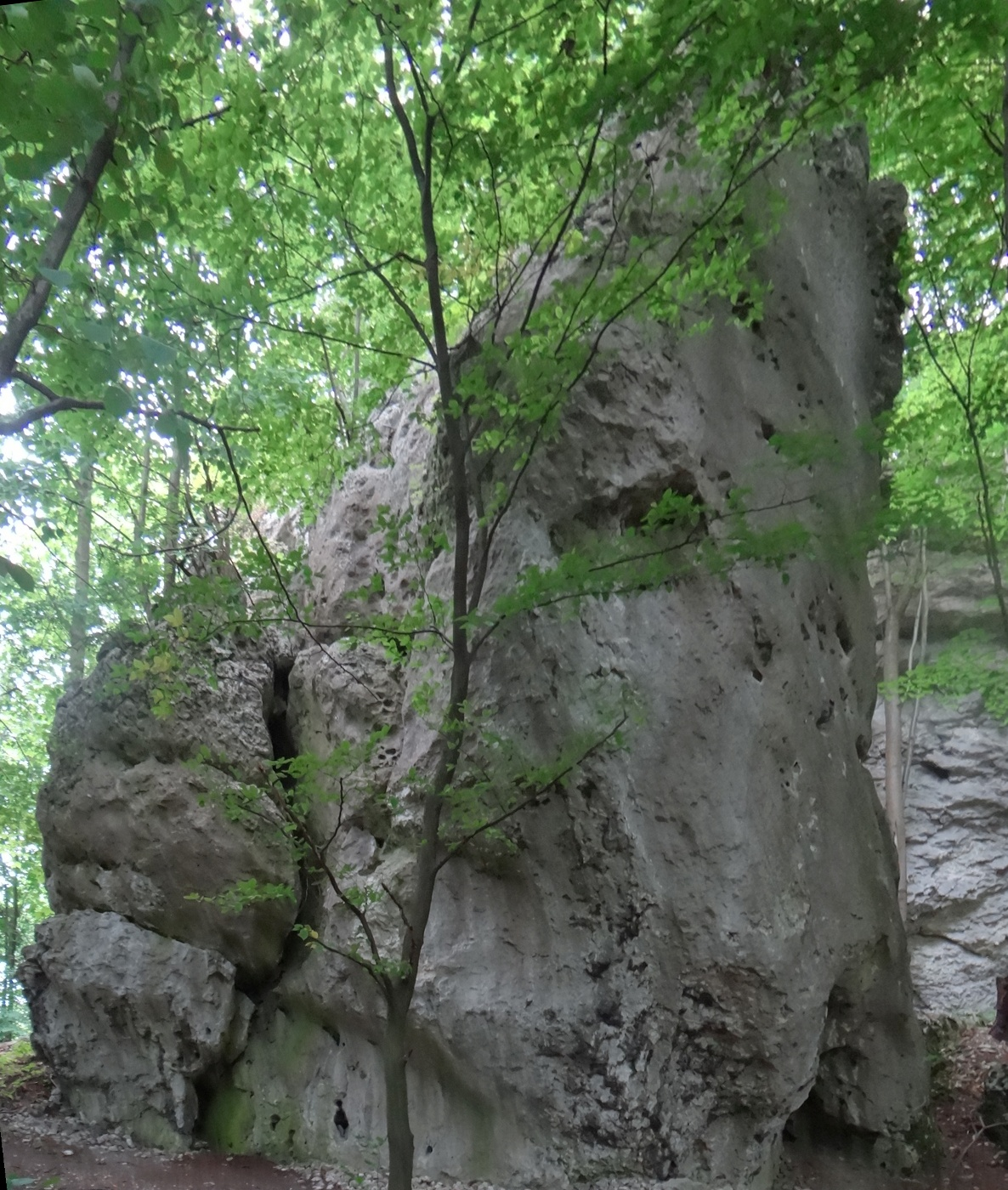
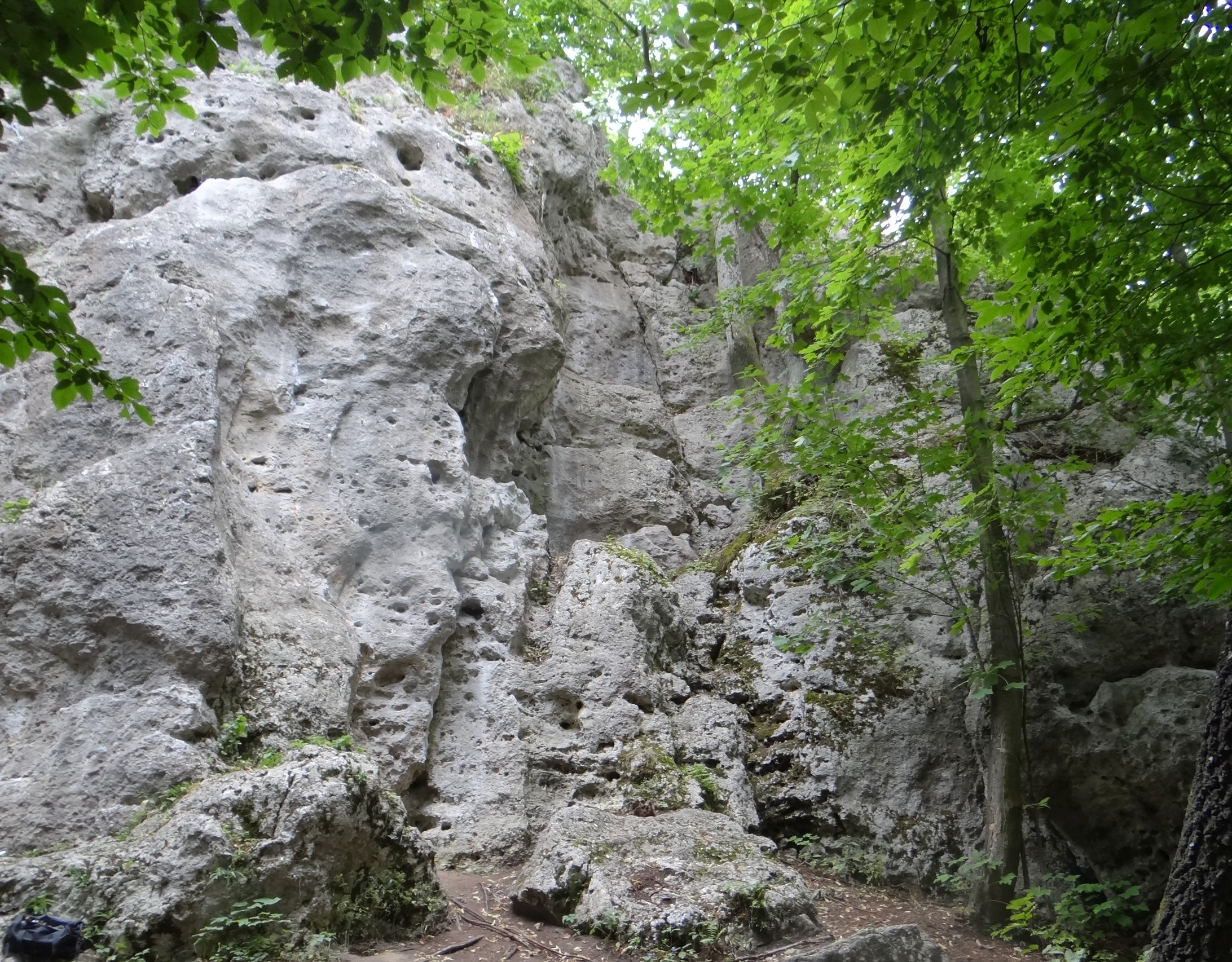
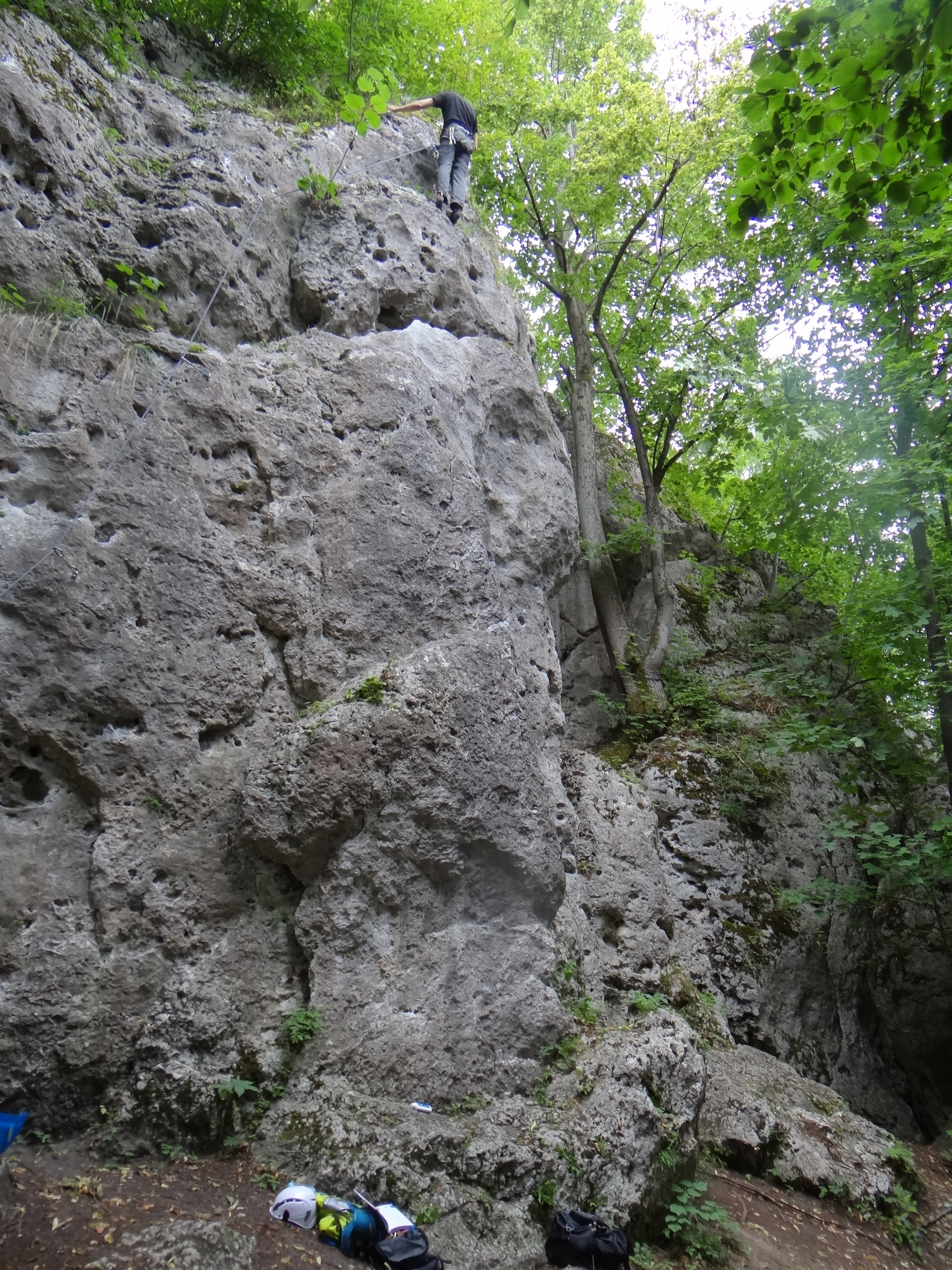

2. Yuma nad gajami; 3r + st, VI, 10 m
3. Biedruniowe trole; 3r + rz, VI+, 12 m
4. Połać biedronek; 3r + rz, V, 12 m
5. Wariant biedronek; 1r + rz, IV, 12 m
6. Okrakiem; 4r + rz, V+, 13 m
7. Wariant okrakiem; 2r + rz, IV, 12 m

Biedruniowa Skała II
1. Pythong Extreme Club; 4r + rz, VI.2, 14 m
2. Bobo; 6r + rz, VI, 14 m
3. Suche gacie na dnie morza; 4r + rz, V, 14 m
4. Fatman; 5r + rz, V, 12 m
5. Lęk otyłości; 6r + rz, VI, 12 m

Biedruniowa Skała III
1. Jeszcze krzywo; 5r + rz, VI.4, 14 m
2. Prościej umiem; 5r + rz, VI.4, 14 m
3. Nie pal ognia na jeziorze; 4r + rz, VI.1, 14 m
4. Prościej nie umiem; 5r + rz, VI.2

Biedruniowa Skała IV
1. Nie tnij trzciny w sklepie; 5r + rz, VI+, 17 m
2. Nie żuj gumy w lesie; 5r + rz, VI.1, 17 m[4].

W Biedruniowej Skale znajduje się Schronisko w Biedruniowej Skale.